# Chlorophorus ringenbachi
Chlorophorus ringenbachi là một loài bọ cánh cứng trong họ Cerambycidae.